# Блайнд, Матильда
Матильда Блайнд (англ. Mathilde Blind), урождённая Матильда Коэн (англ. Mathilde Cohen; 21 марта 1841 года Мангейм, Германия — 26 ноября 1896 года, Лондон, Великобритания) — английская поэтесса, беллетрист, биограф, эссеист и критик. В начале 1870-х годов стала одной из первых женщин — представительниц эстетизма в преимущественно мужском сообществе художников и писателей. К концу 1880-х годов играла заметную роль среди «новых женщин», таких как Вернон Ли, Эми Леви, Мона Кэрд, Оливия Шрейнер, Розамунд Марриотт Уотсон и Кэтрин Тайнан. Творчество Блайнд удостоилось положительной оценки Алджернона Чарльза Суинберна, Уильяма Майкла Россетти, Эми Леви, Эдит Несбит, Артура Саймонса и Арнольда Беннетта. Широкое обсуждение вызвало стихотворение Блайнд The Ascent of Man, представляющее собой отчетливо феминистский ответ на теорию эволюции Дарвина.

## Ранние годы
Матильда Коэн родилась в немецком Мангейме, была старшей дочерью банкира Джейкоба Абрахама Коэна и его второй жены, урождённой Фридерике Эттлингер. У Матильды был младший брат Фердинанд, два сводных брата: Мейер Джейкоб (Макс) Коэн, от первого брака отца, и Рудольф, от брака Фридерики и Карла Блинда, — и сводная сестра Оттилия, также от брака Фридерике и Карла Блинда. Родной отец умер в 1848 году, в том же году мать снова вышла замуж за Карла Блинда, журналиста и участника Баденского восстания 1848 года. В 1852 году семья эмигрировала в Лондон, примерно в это время Матильда взяла фамилию отчима.
В Лондоне Матильда училась в Женском институте в Сент-Джонс-Вуд, где подружилась с будущей писательницей Розой Кэри. Большая часть этого периода жизни Блайнд описана в 55-страничной рукописи, хранящейся в Британской библиотеке — фрагментарном рассказе о не по годам развитой, непокорной девушке, которую исключают из Женского института за свободомыслие, что приводит к отъезду в Швейцарию. Главную героиню зовут Альма, но её жизнеописание похоже на реальную биографию Матильды, а некоторые имена совпадают с именами людей, которых Блайнд действительно знала в подростковом возрасте.
В Швейцарии Матильда, как женщина, не могла посещать лекции в Цюрихском университете, но проводила много времени в компании коллег-революционеров матери и отчима. Она также брала частные уроки у известного философа и знатока санскрита Куно Фишера. В 1854 году Фишер начал работу над книгой «История современной философии: Декарт и его школа» и завершил её в 1865 году. Работа оказала непосредственное влияние на Фридриха Ницше. В описании Баруха Спинозы и его идей Ницше обнаружил родственный философский дух. Два философа разделяли радикальную философию имманентности и отрицания всякой трансцендентности, что также ставили в основу своего мировоззрения Людвиг Фейербах и Давид Штраус. Книга Der alte mid der neue Glaube. Ein Bekenntniss (1872) последнего была переведена Блайнд через 15 лет после обучения у Фишера. Все четыре мыслителя и повзрослевшая Блайнд отвергали телеологию — учение о том, что у вещей есть конечная, высшая цель. Для них горизонт бытия и единственный возможный источник ценности составлял имманентный мир, лишенный внутренней цели. Этот философский взгляд пронизывает все сочинения Блайнд, что однажды привело к отзыву издательством Newman & Co. сборника The Prophecy of St. Oran and Other Poems. Как указывал Уильям Майкл Россетти в письме Форду Мэдоксу Брауну, издатель «испугался атеистического характера книги и решил больше её не продавать».
В 1866 году брат Блайнд, Фердинанд, совершил неудачное покушение на Отто фон Бисмарка, тогдашнего канцлера Северогерманского союза, и покончил с собой в тюрьме. Частично Фердинанда к убийству канцлера подтолкнули отчим Карл Блинд и другие революционеры, жившие в изгнании в Лондоне и возмущённые тем, что Бисмарк относился к германским государствам как к пешкам в своей стратегии построения империи. Много лет спустя Блайнд поделилась со своей подругой Монкур Конвей содержанием письма, которое получила от брата весной 1866 года. Она и Фердинанд были в разлуке с 1864 года, когда он уехал из Лондона, чтобы учиться в Германии. Во время учёбы в университете он был участником левой оппозиции Бисмарку, а после окончания университета в марте 1866 года во время пешего тура по Баварии и Богемии писал сестре, как глубоко несогласен с политикой Бисмарка: «Когда я бродил по цветущим полям Германии, которые так скоро должны были быть раздавлены железной пятой войны, и видел множество проходящих мимо молодых людей, которые должны будут отдать свои жизни за эгоистичные цели немногих, совершенно спонтанно пришла мысль наказать источник зла, даже если бы ценой тому будет моя жизнь». Первый сборник стихов, опубликованный Блайнд под псевдонимом Клод Лейк после смерти Фердинанда (Poems, 1867), посвящён её наставнику, итальянскому революционеру Джузеппе Мадзини, но сами стихи также вызывают воспоминания о Фердинанде. Как заметил Джеймс Дидрик, книга «приобрела как биографическое, так и литературное значение, если рассматривать её как «двухголосное» произведение, которое одновременно прославляет победоносный республиканизм Мадзини и косвенно воздает должное Фердинанду, призрачному двойнику итальянца, чей растраченный идеализм и самопожертвование проступают на полях книги».
Ранние политические пристрастия Блайнд были сформированы беженцами из других стран, посещавшими дом отчима, в том числе Джузеппе Мадзини, которым она страстно восхищалась и о котором в 1891 году опубликовала воспоминания в Fortnightly Review. Среди других революционеров, часто посещавших дом матери и отчима в Сент-Джонс-Вуде, были Карл Маркс и Луи Блан. На раннюю приверженность женскому избирательному праву повлияла подруга матери Кэролайн Ашерст Стэнсфельд, которая активно участвовала в британском феминистском движении с момента его зарождения в 1840-х годах. Эта принадлежность к радикализму проявляется в политически заряженной поэзии Блайнд и непоколебимой приверженности реформам.

## Карьера
В начале 1870-х годов, после отказа от мужского псевдонима, который она использовала для своего первого тома стихов, Блайнд превратилась в силу, с которой пришлось считаться лондонской литературной богеме. В начале января 1870 года она прочитала в лондонской Церкви Прогресса лекцию о Перси Биши Шелли, подчеркнув политический радикализм поэта. В июле того же года она опубликовала в Westminster Review рецензию-эссе на издание Уильяма Майкла Россетти «Поэтические произведений Перси Биши Шелли», которое заслужило похвалу Алджернона Чарльза Суинберна и позволило Блайнд войти в группу, «шеллиитов», ранее состоявшую исключительно из мужчин, включая Суинберна, Россетти и Ричарда Гарнетта (последний останется другом и литературным консультантом Блайнд на протяжении всей её жизни). Через год после появления этого эссе Блайнд начала публиковать стихи и научные статьи в Dark Blue, новом оксфордском журнале, который в течение короткого периода существования публиковал прозу и рисунки многих ведущих британских прерафаэлитов и приверженцев эстетизма. Многостраничные произведения Блайнд, появившиеся в этом журнале, показывают её смелой эстето-феминисткой: она опубликовала сексуально-провокационные стихи об одержимых призраками любовниках, продемонстрировала широкую эрудицию в эссе об исландской поэзии и исследовала разрушительное воздействие классовых разногласий на человеческие отношения в коротком рассказе. Осенью 1872 года, когда её сотрудничество с Dark Blue подошла к концу, она стала рецензентом современной поэзии и художественной литературы для журнала «Атенеум», где в течение следующих 15 лет опубликовала критические заметки о широком круге современных писателей начиная с Уильяма Морриса и заканчивая Маргарет Олифант. В конце 1871 года она опубликовала Selections from the Poems of Percy Bysshe Shelley в собрании британских авторов Таухница, написал предисловие о жизни Шелли. В следующем году Блайнд выпустила свой перевод книги Давида Штрауса Der alte mid der neue Glaube. Ein Bekenntniss, закрепив за собой репутацию смелого вольнодумца, следующего по стопам Мэри Энн Эванс, которая в 1853 году перевела другую книгу Штрауса, «Жизнь Иисуса». Общий диапазон этих ранних произведений (поэзия, художественная литература, критика, биография, перевод), а также их темы (женская автономия и свобода действий, антитеизм, эстетизм, взаимосвязь литературного и политического радикализма) указывают на эстетические принципы, которые будут характеризовать последующую карьеру Блайнд, подчеркивая при этом космополитический характер её мировосприятия и мировоззрения.
Несмотря на разнообразие литературных интересов, Блайнд оставалась исключительно преданной поэзии, как видно из письма 1869 года Ричарду Гарнетту: «Моя единственная настоящая активная жизнь долгое время была в сочинительстве, и когда я не могу купаться и плавать в заколдованных водах поэзии, я чувствую себя как рыба, вытащенная из воды. Я задыхаюсь, и страстно желаю недостающего для дыхания элемента». Поездки Блайн в Шотландию в 1870-х и 1880-х годах вдохновили её на создание двух стихотворений, полных размаха и амбициозности: поэмы-повествования «Пророчество святого Орана» (опубликована в 1881 году, но написана несколькими годами ранее) и «Вереск в огне» (1886), посвящённой прекращению практики огораживания. Оба произведения полны страстного красноречия и энергии, «Пророчество», в частности, имеет достаточную долю того, что Мэтью Арнольд назвал «кельтской магией».
Когда в 1880-х годах репутация Блайнд как поэта начала расти, она предприняла ряд других амбициозных литературных проектов, в том числе выпустила две высоко оценённые биографии для серии «Выдающиеся женщины» под редакцией Джона Генри Ингрэма. Первая из них была также первой биографией Мэри Энн Эванс, известной какДжордж Элиот (1883; новое издание 1888), а вторая — жизнеописанием Манон Ролан (1886), одной из лидеров фракции жирондистов во время Французской революции. Во время написания биографии последней Блайнд жила в основном в Манчестере, чтобы находиться рядом с художником Фордом Мэдоксом Брауном (который участвовал в росписи ратуши) и его женой. Браун также нарисовал портрет Блайнд этого периода. Браун и Блайнд были эмоционально близки с середины 1870-х годов до смерти Брауна в 1893 году, хотя эта преданность вызвала большой скандал в семье художника.
Единственный роман Блайнд, «Тарантелла», является замечательным произведением во многих отношениях, но ни коммерческого успеха, ни популярности у читателей он не снискал. Ричард Гарнетт писал, что «судьба этой замечательной книги — одна из несправедливостей литературы». Отмечая, что «[в романе] есть захватывающая история, интересные персонажи, лёгкость и естественность диалогов», что он «является вместилищем большей части самых серьезных мыслей и сильных личных чувств автора», Гарнетт объясняет неспособность романа привлечь широкую аудиторию предпочтением реализма и «минутного анализа характера», присущих публике середины 1880-х годов. «Тарантелла», напротив, «очень романтична, очень идеалистична, очень красноречива и нисколько не озабочена мелочами». Гарнетт заключает, что «теперь, когда возродился вкус к романтике», роман Блайнд «должен получить ещё один шанс занять свое законное место». Хотя роман был переведен на французский язык в 1893 году и в том же году переиздан в формате одного тома, его сосуществование с аналогичными философскими произведениями, включая A Phantom Lover (1890) Вернон Ли, Dreams (1890) Оливер Шрайнер и «Портрет Дориана Грея» Оскара Уайльда (1891) не улучшило ситуацию.
В 1889 году Блайнд опубликовала сборник The Ascent of Man, заглавное стихотворение которого являлось амбициозным ответом на теорию эволюции Чарльза Дарвина. Стихотворение широко критиковалось, обсуждалось и во многом укрепило репутацию Блайнд. В выпуске «Атенеума» от 20 июля 1889 года рецензент сообщал, что «мы знаем, что её книгу читали на подземной железной дороге, и читатель был настолько поглощён ... что проехал несколько станций после пункта назначения». Позднее важность этого стихотворения была подкреплена изданием 1899 года с предисловием биолога-эволюциониста Альфреда Рассела Уоллеса.
В 1890 году Матильде Блайнд была посвящена статья в журнале Woman, редактором и автором которого в то время был Арнольд Беннетт. «Беседа с Матильдой Блайнд» в разделе «Заметки о знаменитостях» номера от 3 июля начинается с утверждения, что «все, кто знаком с текущими идеями и литературой, знают имя Матильды Блайнд». Затем анонимный журналист восхвалял «прекрасную биографию Роланд... безусловно, наиболее наглядную и точную картину великой революционной героини, когда-либо написанную в Англии или, если уж на то пошло, и во Франции», и «Тарантеллу», «причудливую, странную историю, полную воображения и наводящую на размышления». Далее автор отмечал, что «мисс Блайнд добилась своих величайших триумфов именно как поэтесса», вспоминая стихотворения из The Prophecy of St. Oran and Other Poems, которые «мгновенно произвели впечатление, многие быстро стали популярными», и добавляя, что «Вереск в огне», «Сеятель», «Мертвые» и «Танец уличных детей» даже сейчас постоянно переиздаются везде, где на английском языке читают и говорят». После упоминания о том, что Блайнд считает The Ascent of Man своим magnum opus, журналист описывает ощущение, вызванное переводом дневника Марии Башкирцевой (1890): «это странное обнажение женской души, которое можно сравнить по своей открытости чувства с признаниями Жана Жака Руссо и Le Journal des Goncourt».
Блайнд много путешествовала по Италии и Египту в начале 1890-х годов, отчасти из-за любви к природе и античности, а отчасти из-за слабого здоровья. Влияние этих путешествий проявляется в Dramas in Miniature (1891), Songs and Sonnets (1893) и особенно в Birds of Passage (1895 г.). Рецензия Арнольда Беннета (под псевдонимом) на Birds of Passage в выпуске журнала Woman от 22 мая, когда он был помощником редактора журнала, указывает на качество поэзии Блайнд всего за несколько лет до смерти. «Мисс Блайнд поёт во многих ладах — она, вероятно, более разнообразна, чем любая другая женщина-поэт в английской литературе, — пишет Беннетт, — и во всех её песнях есть оригинальный, интимно-личный акцент, который можно уловить, но не заточить внутри строфы». Беннетт добавляет, что Блайнд «превосходна в лирических стихах», отмечая, что многие стихотворения в новом сборнике, в том числе «Прелюдия» и «Фантазия», «являются выдающимися достижениями,.. демонстрируют ... более совершенную технику, чем что-либо ещё, даже в Dramas in Miniature». Восхищаясь «Песнями Востока», Беннетт заключает, что «для себя я бы предпочёл, чтобы она пела об Англии. Возьмите прекрасное стихотворение «Полуденный отдых», написанное в Хэмпстед-Хит под ивами: «Иногда они теряют лист, который, медленно мерцая, // Робко опускается на выжженный луг». Как чудесно [это] описывает невыносимую жару палящего полудня! Это стихотворение, пожалуй, лучшее в книге; в книге, в которой нет ничего тривиального, ничего поверхностного, ничего, что не было бы поэзией».
Блайнд умерла в Лондоне 26 ноября 1896 года, завещав Ньюнэм-колледж в Кембридже бо́льшую часть своего имущества, которое в основном досталось ей в конце жизни в наследство от сводного брата Мейера Джейкоба. Она была кремирована в Уокинге, а её прах позже был помещен в памятник, воздвигнутый другом и спонсором Людвигом Мондом и спроектированный Эдуардом Лантери, на кладбище Сент-Панкрас.

## Сочинения
- Poems, под псевдонимом Клод Лейк (англ. Claude Lake) (1867)
- Shelley, рецензия на The Poetical Works of Percy Bysshe Shelley, с примечаниями и воспоминаниями У. М. росетти, Westminster Review (июль 1870)
- Давид Фридрих Штраус. The Old Faith and the New: A Confession, перевод с немецкого (1873; исправленное издание с эссе о Штраусе — 1874)
- Mary Wollstonecraft, биографическое эссе, New Quarterly Magazine (июль 1878)
- The Prophecy of St. Oran and Other Poems (1881)
- George Eliot (1883, первая биография Элиота)
- Tarantella: A Romance (1885)
- The Heather on Fire: A Tale of the Highland Clearances (1886)
- Madame Roland (1886)
- Shelley's View of Nature Contrasted With Darwin's (лекция, 1886)
- Marie Bakshirtseff, The Russian Painter, биографическое эссе в двух частях, Woman's World (1888)
- The Ascent of Man (1889)
- The Journal of Marie Bashkirtseff = Дневник Марии башкирцевой, перевод с французского (1890)
- Dramas in Miniature (1891)
- Songs and Sonnets (1893)
- Birds of Passage: Songs of the Orient and Occident (1895)
- A Selection from the Poems of Mathilde Blind, под редакцией Артура Саймонса (1897)
- The Ascent of Man, новое издание со вступлением эволюционного биолога Альфреда Уоллеса (1899)
- The Poetical Works of Mathilde Blind, под редакцией Артура Саймонса , с воспоминаниями Ричарда Гарнетта (1900)

## Современные оценки
В последние годы Блайнд привлекла внимание исследователей женской литературы. Как говорится на одном веб-сайте, «жгучее чувство политической и социальной несправедливости проходит через всё её творчество как объединяющая нить. Её поэзия сочетает в себе великолепную красоту звука и образа с энергичным повествованием, обрисовкой персонажей, эмоциональной выразительностью и вовлечённостью в интеллектуальные идеи». Сайт упоминает Джорджа Элиота, Жорж Санд и Элизабет Барретт Браунинг как оказавших влияние на Блайнд. Профессор английского языка в Бирбеке Изобель Армстронг, переоценивая более крупные произведения Блайнд, особенно «Вереск в огне» и The Ascent of Man, увидела в них «гендерную традицию в женской поэзии девятнадцатого века». Она отметила, что Блайнд, переделав «новый миф о творчестве и гендере», продемонстрировала лучшее, что эта традиция могла достичь в социальном и политическом анализе.

### Комментарии
1. ↑  В русскоязычных источниках известна как Блайнд по английскому варианту произношению фамилии, однако её отец, немецкий революционер Карл Блинд, более известен по немецкому варианту произношения фамилии. В первоисточнике написание отличий не имеет: Blind.